# Vaalserberg
 (août 2021).
Si vous disposez d'ouvrages ou d'articles de référence ou si vous connaissez des sites web de qualité traitant du thème abordé ici, merci de compléter l'article en donnant les références utiles à sa vérifiabilité et en les liant à la section « Notes et références ».
Le Vaalserberg (en néerlandais, « mont de Vaals ») est une colline, point le plus haut des Pays-Bas hors territoires d'outre-mer, et le tripoint frontalier entre ce pays, la Belgique et l'Allemagne. Son altitude est de 322,4 m pour les  Pays-Bas, utilisant le niveau Niveau normal d'Amsterdam (NAP). Le référent altimétrique variant selon les pays, ce même point frontière est situé à la même altitude en Allemagne utilisant le niveau Normalnull (NN), mais à 324,73 m en Belgique utilisant le Deuxième nivellement général (DNG). Ce tripoint étant le seul des Pays-Bas, il est souvent appelé Drielandenpunt, « point de trois pays », en néerlandais.

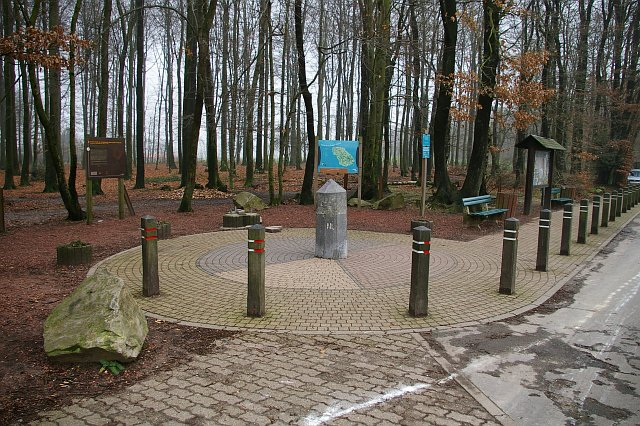
Le point trifrontière avec la borne érigée en 1926.

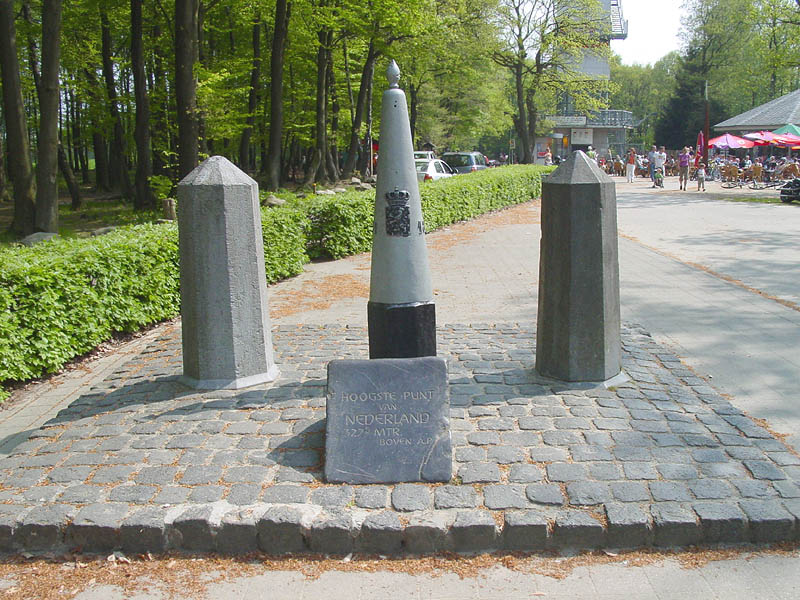
Monument de 1928 matérialisant le point le plus haut des Pays-Bas, à proximité du point trifrontière.

Il fut même point quadrifrontière entre 1830 et 1919, entre la date d'indépendance de la Belgique et la fin du territoire de Moresnet neutre.
Aux Pays-Bas, il est situé dans la province du Limbourg, qui est la pointe sud-est du pays, dans la commune de Vaals. La partie allemande du site fait partie du territoire de la ville d'Aix-la-Chapelle, ville la plus occidentale d'Allemagne, dans le Land de Rhénanie-du-Nord-Westphalie (à trois kilomètres du centre-ville). En Belgique, il fait partie du pays de Herve et de la commune de Plombières, dans la province wallonne de Liège.
De nos jours, la tour Roi Baudouin construite en territoire belge à une cinquantaine de mètres du tripoint s’élève à 50 mètres de hauteur et offre un panorama sur la colline. Sur le territoire néerlandais, un café et un labyrinthe sont présents près du lieu en forêt. Les bornes et le square sont situés à Vaals.
La colline est traversée par le tunnel ferroviaire de Gemmenich (de), aussi appelé tunnel de Botzelaer, joignant la ligne 24 de la SNCB à la ligne 2552 de la Deutsche Bahn (ligne à marchandises de Tongres à Aix-la-Chapelle-Ouest). Ce tunnel a la particularité de posséder trois voies se chevauchant, afin de permettre occasionnellement le passage de trains hors gabarit empiétant sur les deux voies latérales.
Le Vaalserberg n'est pas le point culminant royaume des Pays-Bas, il est devancé notamment par le mont Scenery situé sur l'île de Saba (Caraïbes) avec ses 887 mètres d'altitude.

## Accès
Une route mène au sommet depuis chacun des trois pays (Viergrenzenweg à Vaals, Dreiländerweg à Aix-la-Chapelle et route des Trois Bornes à Plombières). La ligne de bus Arriva NL 259 dispose d'un arrêt (Drielandenpunt) à proximité du sommet.